# Troglodytes
Troglodytes är ett fågelsläkte i familjen gärdsmygar inom ordningen tättingar. Släktet innehåller gärdsmygen varifrån familjen fått sitt namn och den enda arten i familjen som inte förekommer i Nord- eller Sydamerika. Följande lista omfattar 18 arter med utbredning i hela Nord- och Sydamerika, Europa och norra Asien:
- Husgärdsmyg (T. aedon)
- Cozumelgärdsmyg (T. beani)
- Kalinagogärdsmyg (T. martinicensis)
- Saintluciagärdsmyg (T. mesoleucus)
- Saintvincentgärdsmyg (T. musicus)
- Grenadagärdsmyg (T. grenadensis)
- Musgärdsmyg (T. musculus)
- Falklandsgärdsmyg (T. cobbi)
- Socorrogärdsmyg (T. sissonii)
- Clarióngärdsmyg (T. tanneri)
- Rostbrynad gärdsmyg (T. rufociliatus)
- Ockragärdsmyg (T. ochraceus)
- Berggärdsmyg (T. solstiatilis)
- Santamartagärdsmyg (T. monticola)
- Tepuígärdsmyg (T. rufulus)
- Gärdsmyg (T. troglodytes)
- Stillahavsgärdsmyg (T. pacificus)
- Vintergärdsmyg (T. hiemalis)

Studier visar att delar av släktet står närmare Cistothorus. Arterna gärdsmyg, stillahavsgärdsmyg och vintergärdsmyg bör därför lyftas ur och placeras i släktet Nannus. Resultaten har dock ännu inte resulterat i några taxonomiska förändringar.